# مطار بوفيه - تيه
مطار بوفيه - تيه أو مطار باريس بوفيه - تيّه (بالإنجليزية: Beauvais–Tillé Airport)‏، (إياتا: BVA، إيكاو: LFOB) هو مطار دولي يقع في فرنسا. افتتحت أول محطة جوية به سنة 1979، والمحطة الجوية الثانية في سنة 2010. احتل المطار المرتبة التاسعة في فرنسا عام 2013 من حيث عدد الركاب. ويستعمل المطار غالباً من طرف شركات الطيران المنخفضة التكلفة. اليوم يستخدم المطار ستة شركات منهم ريان إير يغلق المطار في الحادية عشر ونصف ليلاً ويفتح في السادسة صباحاً.

## إحصائيات
(حسب سنة 2012)
- الركاب: 3,862,562 ▲
- حركة الطيران: 35,999 ▼|

## وصلات خارجية
- الموقع الإلكتروني